# San Luis Jilotepeque
San Luis Jilotepeque  es un municipio del departamento de Jalapa de la región sur-oriente de la República de Guatemala. A San Luis Jilotepeque se le conoce como la «Tierra del Cántaro» y la «Piedra de Moler» y es uno de los pocos municipios guatemaltecos en donde los indígenas poq'omam elaboran artesanías de barro. 
Después de la Independencia de Centroamérica en 1821 fue parte del departamento de Chiquimula; tras la Reforma Liberal de 1871, Pinula fue adscrito al departamento de Jalapa el 24 de noviembre de 1873 por el gobierno del general Justo Rufino Barrios.
San Luis posee una iglesia de estilo barroco-renacentista la cual fue ganadora de un certamen de la «Maravillas Nacionales» correspondiente a su departamento.

## Toponimia
Muchos de los nombres de los municipios y poblados de Guatemala constan de dos partes: el nombre del santo católico que se venera el día en que fueron fundados y una descripción con raíz náhuatl; esto se debe a que las tropas que invadieron la región en la década de 1520 al mando de Pedro de Alvarado estaban compuestas por soldados españoles y por indígenas tlaxcaltecas y cholultecas.  Así pues, el topónimo «San Luis Jilotepeque» se deriva del rey san Luis IX y de «Xilotepeque», que en el náhuatl proviene de las raíces «Xilotl» (español: «mazorca de maíz tierno»), y «Tepetl» (español: «cerro») y que significa «cerro con plantaciones de maíz».

## Demografía
La identidad poq'omam en San Luis Jilotepeque es muy marcada, siendo muy importante en el desarrollo del municipio. Sin embargo, la mayoría de la población indígena del municipio permanece en condiciones de pobreza o pobreza extrema.

## División política
Cuenta con un total de treinta y seis anexos que se dividen en veintidós aldeas y catorce caseríos que son:
| Categoría | Listado |
| --------- | --- |
| Aldeas    | 1. El Camarón 2. El Chagüíton 3. Encarnación 4. Los Ángeles 5. La Montaña 6. San José las Pilas 7. Los Olivos 8. El Paterno 9. Trapichitos 10. San Felipe 11. Valencia 12. El Zapote 13. Songotongo 14. Cruz de Villeda 15. Los Amates 16. La Lagunilla 17. Palo Blanco 18. Culima 19. Granada 20. Cushapa 21. Pansigüis 22. Pampacaya |
| Caseríos  | 1. Camalote 2. California 3. Tempiscón 4. Los Magueyes 5. Las Mesonas 6. San Antonio 7. Las Mesas 8. El Pelillal 9. El Potrerillo 10. San Marcos 11. Chiquirín 12. Cerro Redondo 13. El Flor 14. Zanja de Agua |

## Geografía física
Tiene una extensión territorial de 296 km². 

### Clima
La cabecera municipal tiene clima tropical (Clasificación de Köppen: Aw), con dos estaciones al año: la lluviosa, conocida como invierno, y la seca como verano.
| Parámetros climáticos promedio de San Luis Jilotepeque | Parámetros climáticos promedio de San Luis Jilotepeque | Parámetros climáticos promedio de San Luis Jilotepeque | Parámetros climáticos promedio de San Luis Jilotepeque | Parámetros climáticos promedio de San Luis Jilotepeque | Parámetros climáticos promedio de San Luis Jilotepeque | Parámetros climáticos promedio de San Luis Jilotepeque | Parámetros climáticos promedio de San Luis Jilotepeque | Parámetros climáticos promedio de San Luis Jilotepeque | Parámetros climáticos promedio de San Luis Jilotepeque | Parámetros climáticos promedio de San Luis Jilotepeque | Parámetros climáticos promedio de San Luis Jilotepeque | Parámetros climáticos promedio de San Luis Jilotepeque | Parámetros climáticos promedio de San Luis Jilotepeque |
| Mes                                                    | Ene.                                                   | Feb.                                                   | Mar.                                                   | Abr.                                                   | May.                                                   | Jun.                                                   | Jul.                                                   | Ago.                                                   | Sep.                                                   | Oct.                                                   | Nov.                                                   | Dic.                                                   | Anual                                                  |
| ------------------------------------------------------ | ------------------------------------------------------ | ------------------------------------------------------ | ------------------------------------------------------ | ------------------------------------------------------ | ------------------------------------------------------ | ------------------------------------------------------ | ------------------------------------------------------ | ------------------------------------------------------ | ------------------------------------------------------ | ------------------------------------------------------ | ------------------------------------------------------ | ------------------------------------------------------ | ------------------------------------------------------ |
| Temp. máx. media (°C)                                  | 27.7                                                   | 28.9                                                   | 30.7                                                   | 31.6                                                   | 30.7                                                   | 28.6                                                   | 28.3                                                   | 28.6                                                   | 27.9                                                   | 27.6                                                   | 27.2                                                   | 27.1                                                   | 28.7                                                   |
| Temp. media (°C)                                       | 21.9                                                   | 22.8                                                   | 24.3                                                   | 25.4                                                   | 25.1                                                   | 23.9                                                   | 23.9                                                   | 23.9                                                   | 23.4                                                   | 23.1                                                   | 22.3                                                   | 21.8                                                   | 23.5                                                   |
| Temp. mín. media (°C)                                  | 16.2                                                   | 16.8                                                   | 18.0                                                   | 19.3                                                   | 19.6                                                   | 19.3                                                   | 19.5                                                   | 19.2                                                   | 19.0                                                   | 18.6                                                   | 17.5                                                   | 16.6                                                   | 18.3                                                   |
| Precipitación total (mm)                               | 1                                                      | 1                                                      | 3                                                      | 11                                                     | 87                                                     | 193                                                    | 143                                                    | 124                                                    | 168                                                    | 82                                                     | 8                                                      | 1                                                      | 822                                                    |
| Fuente: Climate-Data.org                               |                                                        |                                                        |                                                        |                                                        |                                                        |                                                        |                                                        |                                                        |                                                        |                                                        |                                                        |                                                        |                                                        |

### Ubicación geográfica
San Luis Jilotepeque está ubicado en el departamento de Jalapa y sus colindancias son:
- Norte: San Diego y Zacapa, municipios del departamento de Zacapa; San José la Arada municipio del departamento de Chiquimula
- Sur: San Manuel Chaparrón y Jalapa, municipios del departamento de Jalapa
- Oeste: San Pedro Pinula, municipio del departamento de Jalapa
- Este: Ipala y Chiquimula, municipios del departamento de Chiquimula

|                         | Norte: San Diego Zacapa San José la Arada |                        |
| Oeste: San Pedro Pinula |                                           | Este: Ipala Chiquimula |
|                         | Sur: San Manuel Chaparrón Jalapa          |                        |

## Gobierno municipal
Los municipios se encuentran regulados en diversas leyes de la República, que establecen su forma de organización, lo relativo a la conformación de sus órganos administrativos y los tributos destinados para los mismos.  Aunque se trata de entidades autónomas, se encuentran sujetos a la legislación nacional y las principales leyes que los rigen desde 1985 son:
| N.º | Ley                                                | Descripción |
| --- | -------------------------------------------------- | --- |
| 1   | Constitución Política de la República de Guatemala | Tiene una regulación legal específica para los municipios en los artículos 253 al 262. |
| 2   | Ley Electoral y de Partidos Políticos              | Ley de carácter constitucional aplicable a los municipios en el tema de la conformación de sus autoridades electas. |
| 3   | Código Municipal                                   | Decreto 12-2002 del Congreso de la República de Guatemala. Tiene la categoría de ley ordinaria y contiene preceptos generales aplicables a todos los municipios, e inclusive contiene legislación referente a la creación de los municipios.             |
| 4   | Ley de Servicio Municipal                          | Decreto 1-87 del Congreso de la República de Guatemala. Regula las relaciones entra la municipalidad y los servidores públicos en materia laboral. Tiene su base constitucional en el artículo 262 de la constitución que ordena la emisión de la misma. |
| 5   | Ley General de Descentralización                   | Decreto 14-2002 del Congreso de la República de Guatemala. Regula el deber constitucional del Estado, y por ende del municipio, de promover y aplicar la descentralización y desconcentración económica y administrativa.                                |

El gobierno de los municipios está a cargo de un Concejo Municipal mientras que el código municipal —ley ordinaria que contiene disposiciones que se aplican a todos los municipios— establece que «el concejo municipal es el órgano colegiado superior de deliberación y de decisión de los asuntos municipales […] y tiene su sede en la circunscripción de la cabecera municipal»; el artículo 33 del mencionado código establece que «[le] corresponde con exclusividad al concejo municipal el ejercicio del gobierno del municipio».
El concejo municipal se integra con el alcalde, los síndicos y concejales, electos directamente por sufragio universal y secreto para un período de cuatro años, pudiendo ser reelectos.
Existen también las Alcaldías Auxiliares, los Comités Comunitarios de Desarrollo (COCODE), el Comité Municipal del Desarrollo (COMUDE), las asociaciones culturales y las comisiones de trabajo. Los alcaldes auxiliares son elegidos por las comunidades de acuerdo a sus principios y tradiciones, y se reúnen con el alcalde municipal el primer domingo de cada mes, mientras que los Comités Comunitarios de Desarrollo y el Comité Municipal de Desarrollo organizan y facilitan la participación de las comunidades priorizando necesidades y problemas.
Los alcaldes que ha habido en el municipio han sido:
- 2004-2008 Santos Domingo Mateo[10]

## Historia
Este poblado ha existido desde el siglo xiv, cuando pertenecía al jefe indígena de Mictlán que actualmente es Asunción Mita. En abril de 1530 fue conquistada por los capitanes Pedro Núñez de Mendoza, Hernando Chávez y Pedro Amalín, junto con el teniente Alonso Larios, al mando de un contingente de setenta hombres entre jinetes, arcabuceros e indígenas cholultecas y tlaxcaltecas. En 1551 pasó a formar parte de Chiquimula

### Tras la independencia de Centroamérica
La constitución del Estado de Guatemala promulgada el 11 de octubre de 1825 estableció los circuitos para la administración de justicia en el territorio del Estado;  en dicha constitución se menciona que San Luis Jilotepeque—entonces llamado simplemente «Jilotepeque»— pertenecía entonces al circuito de Jalapa junto con Jalapa, Santo Domingo, Sansaria y Pinula.

### Creación del departamento de Jalapa

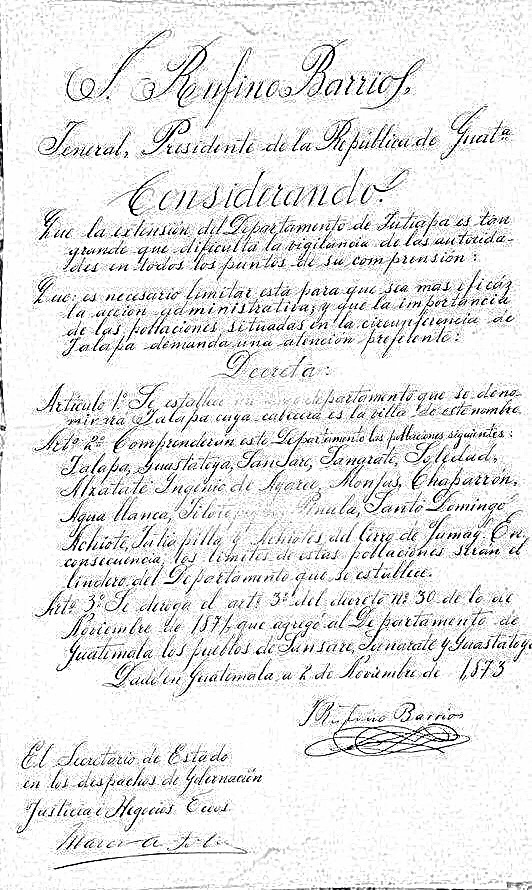
Facsímil del decreto de creación del Departamento de Jalapa en 1873.

El 24 de noviembre de 1873 se estableció el nuevo departamento de Jalapa, por Decreto número 107, siendo Presidente de la República de Guatemala el General Justo Rufino Barrios; Barrios creó el nuevo departamento debido a la gran extensión del departamento de Jutiapa, lo que dificultaba la vigilancia de las autoridades.  San Luis Jilotepeque fue parte del nuevo departamento, junto con Jalapa, Guastatoya, Sansare, Sanarate, Soledad, Ingenio de Ayarce, Monjas, Chaparrón, Agua Blanca, Alzatate, Pinula, Santo Domingo, Achiote, Jutiapilla, y Achiotes del Cerro de Jumay.

## Idioma local, costumbres y tradiciones

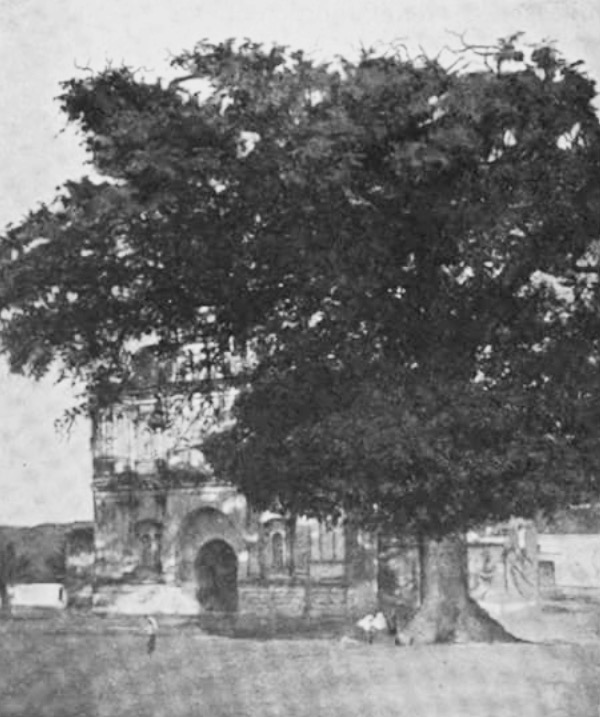
Ceiba y parroquia de San Luis Jilotepeque en 1897.
Fotografía de Caecile Seler-Sachs

San Luis Jilotepeque es el único municipio de Jalapa donde aún se habla el idioma Poq’omam de manera común, aunque cada vez se va perdiendo más esta virtud. El idioma predominante es el español, pero la Escuela de Lenguas Mayas hace un gran esfuerzo por mantener o rescatar el idioma poq’omam, por medio de la educación bilingüe que se imparte en el municipio, así también por la radio comunitaria Stereo Xilotepeq, que transmite programas en el idioma local.
La población indígena femenina utiliza un traje típico elaborado con tela bordada a mano, güipil y manto, que se aprecia en esta foto. Los hombres suelen utilizar sombrero de palma, hecho por los artesanos locales.
La feria patronal del municipio se celebra el 25 de agosto, día en que se conmemora San Luis IX Rey de Francia. La religión histórciamente fue católica debido a la influencia española desde la conquista, aunque en las últimas décadas ha habido un gran incremento de grupos evangélicos protestantes de diferente denominaciones luego del incremento de la influencia estadounidense en el país tras el movimiento liberacionista de 1954.
Los cofrades y sacerdotes mayas de San Luis Jilotepeque tienen un rol importante en las actividades sociales y políticos del municipio, Se pueden observar las celebraciones de simbiosis católica con las tradiciones prehispánicas en las procesiones y celebraciones propias del pueblo Poq’omam, con el pito y el tambor, a veces acompañado por el Baile de Moros, el cual fue creado por los misioneros dominicos durante las primeras décadas de la colonia española.

## Patrimonio histórico, cultural y arqueológico
El municipio cuenta con un gran patrimonio histórico y cultural, estando la cuna del municipio en el sitio arqueológico «El Durazno» de San Pedro Pinula. El templo católico que fue construido en 1690 y restaurada hace algunos años, es reconocido como una de las 7 maravillas de Jalapa y tiene una plaza municipal colonial.
San Luis Jilotepeque cuenta con una serie de políticos, poetas y músicos nacidos en el municipio, destacando los hijos ilustres y literatos: José Rodríguez Cerna (escritor), Lisandro Sandoval (escritor de Semántica Guatemalteca), Sarbelio Urrutia (cantautor), Ronal Bollat y Elva Sandoval de Johnson (basquetbolistas), Adolfo Vides Urrutia y Luis Galvez (poetas), entre otros.
La organización indígena, a través de su radio comunitaria, promueve desde hace varios años, la cultura y el idioma Poq'omam, la música local, así como los valores y la ciudadanía.